# Mörbylånga
Mörbylånga – miejscowość (tätort) w Szwecji, w regionie administracyjnym (län) Kalmar, w gminie Mörbylånga.
Według danych Szwedzkiego Urzędu Statystycznego liczba ludności wyniosła: 1824 (31 grudnia 2015), 1851 (31 grudnia 2018) i 1855 (31 grudnia 2019).